# Dasyhelea turanicola
Dasyhelea turanicola is een muggensoort uit de familie van de knutten (Ceratopogonidae). De wetenschappelijke naam van de soort is voor het eerst geldig gepubliceerd in 1969 door Remm & Nazarmukhamedov.